# Jan Alfons Brandt

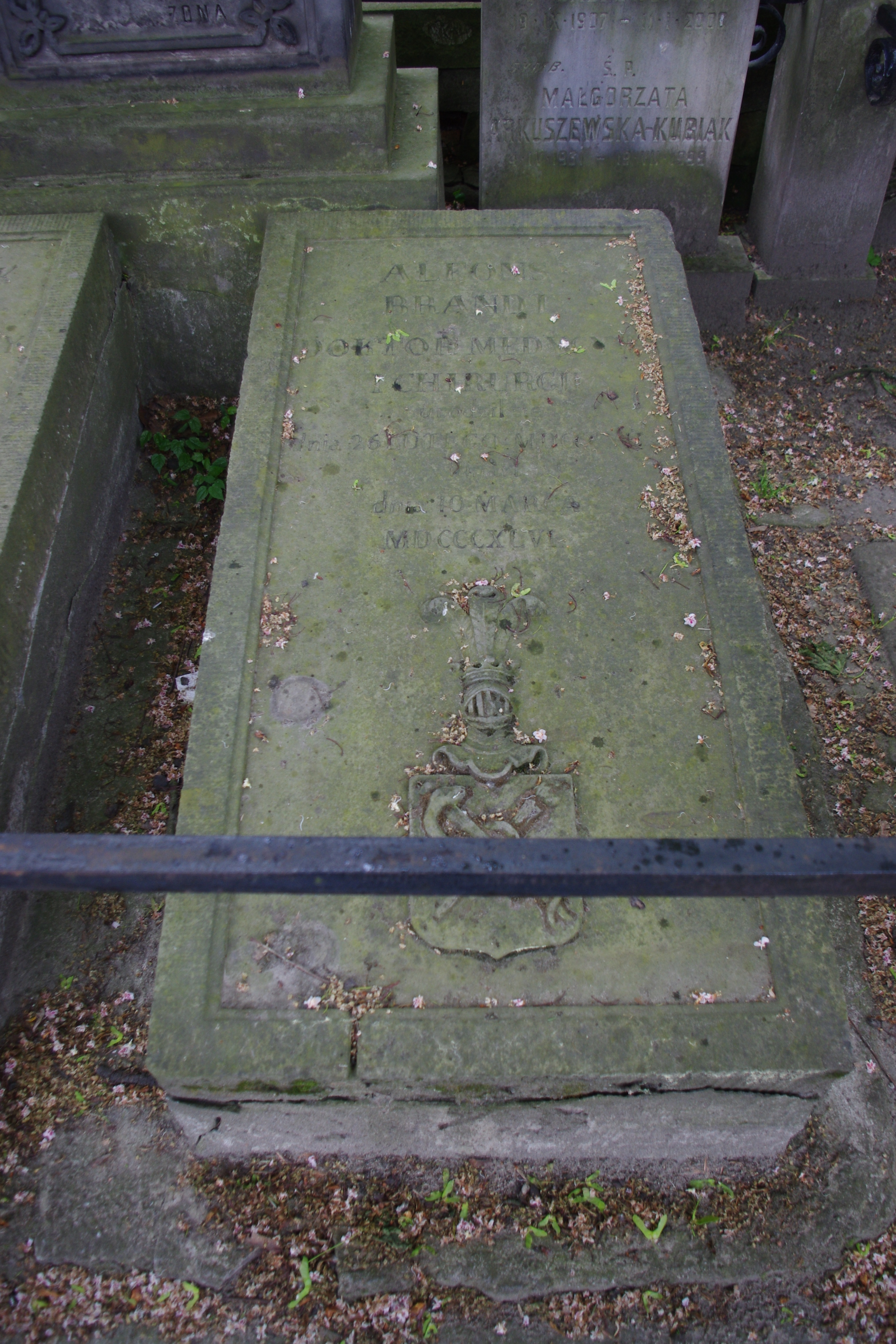
Grób lekarza Jana Alfonsa Brandta na Starych Powązkach w Warszawie

Jan Alfons Brandt herbu Przysługa (ur. 26 lutego 1812 w Warszawie, zm. 10 marca 1846 tamże) – lekarz warszawski, ojciec malarza Józefa Brandta, kolega szkolny Fryderyka Chopina.
Jan był synem lekarza warszawskiego Franciszka Antoniego Brandta (1777–1837, uszlachconego w 1820 z herbem Przysługa) i Marianny z domu Spaeth (1778–1845), córki lekarza Fryderyka Spaetha. 
Uczęszczał do Liceum Warszawskiego, potem zapisał się na wydział lekarski tamtejszego Uniwersytetu. W czasie powstania listopadowego pracował pod kierownictwem ojca jako podlekarz w lazarecie urządzonym w koszarach sapieżyńskich. Po upadku powstania Uniwersytet został zamknięty i Brandt udał się na dalsze studia do Berlina. Uzyskał tam doktorat w 1835 i powrócił do Warszawy, gdzie objął stanowisko ordynatora w szpitalu im. Dzieciątka Jezus. W roku 1846 zaraził się tam tyfusem i zmarł po krótkiej chorobie.
Jan Brandt poślubił siostrę architekta Józefa Lessela, Annę Krystynę Mariannę (1811–1878), stając się szwagrem innego znanego lekarza, Adama Helbicha.  
Brandt został pochowany obok ojca na warszawskich Powązkach (kwatera 13-5-1/2). Matka spoczywa na cmentarzu ewangelickim w Warszawie (Al. 3 nr 9).
Autor O ubezpieczeniach na przypadek choroby i śmierci (1846) i artykułów na temat chirurgii opublikowanych Pamiętniku Towarzystwa Lekarskiego Warszawskiego (tom XV)

## Literatura dodatkowa
- Ludwik Zembrzuski: Brandt Alfons Jan Fryderyk. W: Polski Słownik Biograficzny. T. 2: Beyzym Jan – Brownsford Marja. Kraków: Polska Akademia Umiejętności – Skład Główny w Księgarniach Gebethnera i Wolffa, 1936, s. 387. Reprint: Zakład Narodowy im. Ossolińskich, Kraków 1989, ISBN 83-04-03291-0